# Долни-Дамяновци
Долни-Дамяновци (болг. Долни Дамяновци) — село в Болгарии. Находится в Великотырновской области, входит в общину Велико-Тырново. Население составляет 2 человека (2022).

## Политическая ситуация
В местном кметстве Бойчовци, в состав которого входит Долни-Дамяновци, должность кмета (старосты) исполняет Валентин  Великов Штирков (Земледельческий народный союз (ЗНС)) по результатам выборов.
Кмет (мэр) общины Велико-Тырново — Румен Рашев (независимый) по результатам выборов.